# Élections législatives de 1830 dans l'Aisne
Les élections législatives françaises de 1830 se déroulent les 23 juin et 3 juillet 1830. Dans le département de l'Aisne, six députés sont à élire dans le cadre d'un scrutin uninominal majoritaire.

## Mode de scrutin
Le département dispose de six représentants pour la Chambre des députés des départements, d'après la loi du double vote du 29 juin 1820, dont deux sont élus par un collège départemental et quatre sont choisis par les collèges des arrondissements électoraux définis par la loi du 16 mai 1821.
Étant basé sur un suffrage censitaire, un collège électoral se réunit pour élire le député de l'arrondissement. Selon la Charte constitutionnelle du 4 juin 1814, un cens de 300 francs est nécessaire pour être électeur et un cens de 1 000 francs est obligatoire pour être éligible. Ces dispositions ont été confirmées par la loi Lainé du 5 février 1817.

## Élus

### Élus par le collège départemental
| Xavier de Sade                                  |  | Constitutionnels | Xavier de Sade             |  | Constitutionnels |
| Thomas de Maussion*                             |  | Ultra-royalistes | Pierre Lévesque de Pouilly |  | Constitutionnels |
| * député sortant ne se représentant pas en 1830 |  |                  |                            |  |                  |

### Élus par les collèges d'arrondissement
|   | Arrondissement | Député sortant                       |  | Parti            | Député élu ou réélu                  |  | Parti            |
| - | -------------- | ------------------------------------ |  | ---------------- | ------------------------------------ |  | ---------------- |
| = | Premier        | Charles Henri Le Carlier d'Ardon     |  | Constitutionnels | Charles Henri Le Carlier d'Ardon     |  | Constitutionnels |
| = | Second         | Guillaume-Xavier Labbey de Pompières |  | Constitutionnels | Guillaume-Xavier Labbey de Pompières |  | Constitutionnels |
| = | Troisième      | Horace Sébastiani                    |  | Constitutionnels | Horace Sébastiani                    |  | Constitutionnels |
| = | Quatrième      | Alexandre Méchin                     |  | Constitutionnels | Alexandre Méchin                     |  | Constitutionnels |

## Résultats

### Résultats globaux
| Parti          | Parti            | Petits collèges | Petits collèges | Grand collège | Grand collège | Sièges |
| Parti          | Parti            | Voix            | %               | Voix          | %             | Sièges |
| -------------- | ---------------- | --------------- | --------------- | ------------- | ------------- | ------ |
|                | Constitutionnels | 828             | 83,64           | 276           | 100,00        | 6      |
|                |                  |                 |                 |               |               |        |
|                | Ultra-royalistes | 162             | 16,36           | -             | -             | 0      |
|                |                  |                 |                 |               |               |        |
|                |                  |                 |                 |               |               |        |
| Exprimés       | Exprimés         | 990             | 87,77           | 276           | 96,50         |        |
| Blancs et nuls | Blancs et nuls   | 138             | 12,23           | 10            | 3,50          |        |
| Total          | Total            | 1 128           | 90,60           | 286           | 88,82         |        |
| Abstention     | Abstention       | 117             | 9,40            | 36            | 11,18         |        |
| Inscrits       | Inscrits         | 1 245           | 100,00          | 322           | 100,00        |        |

### Résultats détaillés

#### Grand collège
- Députés sortants : Xavier de Sade (Constitutionnels) et Thomas de Maussion (Ultra-royalistes)
- Député élus : Xavier de Sade (Constitutionnels) et Pierre Lévesque de Pouilly (Constitutionnels)

| Candidat         | Candidat                   | Parti            | Premier tour | Premier tour |
| Candidat         | Candidat                   | Parti            | Voix         | %            |
| ---------------- | -------------------------- | ---------------- | ------------ | ------------ |
|                  | Pierre Lévesque de Pouilly | Constitutionnels | 170          | 61,59        |
|                  | Xavier de Sade*            | Constitutionnels | 163          | 59,06        |
|                  |                            |                  |              |              |
| Exprimés         | Exprimés                   | Exprimés         | 276          | 96,50        |
| Blancs et nuls   | Blancs et nuls             | Blancs et nuls   | 10           | 3,50         |
| Total            | Total                      | Total            | 286          | 88,82        |
| Abstention       | Abstention                 | Abstention       | 36           | 11,18        |
| Inscrits         | Inscrits                   | Inscrits         | 322          | 100,00       |
| * député sortant |                            |                  |              |              |

#### Premier arrondissement
- Député sortant : Charles Henri Le Carlier d'Ardon (Constitutionnels), réélu.

| Candidat         | Candidat                          | Parti            | Premier tour | Premier tour |
| Candidat         | Candidat                          | Parti            | Voix         | %            |
| ---------------- | --------------------------------- | ---------------- | ------------ | ------------ |
|                  | Charles Henri Le Carlier d'Ardon* | Constitutionnels | 202          | 100,00       |
|                  |                                   |                  |              |              |
| Exprimés         | Exprimés                          | Exprimés         | 202          | 68,01        |
| Blancs et nuls   | Blancs et nuls                    | Blancs et nuls   | 95           | 31,99        |
| Total            | Total                             | Total            | 297          | 96,74        |
| Abstention       | Abstention                        | Abstention       | 10           | 3,26         |
| Inscrits         | Inscrits                          | Inscrits         | 307          | 100,00       |
| * député sortant |                                   |                  |              |              |

#### Deuxième arrondissement
- Député sortant : Guillaume-Xavier Labbey de Pompières (Constitutionnels), réélu.

| Candidat         | Candidat                              | Parti            | Premier tour | Premier tour |
| Candidat         | Candidat                              | Parti            | Voix         | %            |
| ---------------- | ------------------------------------- | ---------------- | ------------ | ------------ |
|                  | Guillaume-Xavier Labbey de Pompières* | Constitutionnels | 227          | 81,07        |
|                  | M. Aubriet                            | Ultra-royalistes | 53           | 18,93        |
|                  |                                       |                  |              |              |
| Exprimés         | Exprimés                              | Exprimés         | 280          | 95,56        |
| Blancs et nuls   | Blancs et nuls                        | Blancs et nuls   | 13           | 4,44         |
| Total            | Total                                 | Total            | 293          | 88,25        |
| Abstention       | Abstention                            | Abstention       | 39           | 11,75        |
| Inscrits         | Inscrits                              | Inscrits         | 332          | 100,00       |
| * député sortant |                                       |                  |              |              |

#### Troisième arrondissement
- Député sortant : Horace Sébastiani (Constitutionnels), réélu.

| Candidat         | Candidat                     | Parti            | Premier tour | Premier tour |
| Candidat         | Candidat                     | Parti            | Voix         | %            |
| ---------------- | ---------------------------- | ---------------- | ------------ | ------------ |
|                  | Horace Sébastiani*           | Constitutionnels | 148          | 78,31        |
|                  | Jacques de La Grange-Gourdon | Ultra-royalistes | 41           | 21,69        |
|                  |                              |                  |              |              |
| Exprimés         | Exprimés                     | Exprimés         | 189          | 97,42        |
| Blancs et nuls   | Blancs et nuls               | Blancs et nuls   | 5            | 2,58         |
| Total            | Total                        | Total            | 194          | 88,99        |
| Abstention       | Abstention                   | Abstention       | 24           | 11,01        |
| Inscrits         | Inscrits                     | Inscrits         | 218          | 100,00       |
| * député sortant |                              |                  |              |              |

#### Quatrième arrondissement
- Député sortant : Alexandre Méchin (Constitutionnels), réélu.

| Candidat         | Candidat                  | Parti            | Premier tour | Premier tour |
| Candidat         | Candidat                  | Parti            | Voix         | %            |
| ---------------- | ------------------------- | ---------------- | ------------ | ------------ |
|                  | Alexandre Méchin*         | Constitutionnels | 251          | 78,68        |
|                  | Charles-Louis de Chamisso | Ultra-royalistes | 68           | 21,32        |
|                  |                           |                  |              |              |
| Exprimés         | Exprimés                  | Exprimés         | 319          | 92,73        |
| Blancs et nuls   | Blancs et nuls            | Blancs et nuls   | 25           | 7,27         |
| Total            | Total                     | Total            | 344          | 88,66        |
| Abstention       | Abstention                | Abstention       | 44           | 11,34        |
| Inscrits         | Inscrits                  | Inscrits         | 388          | 100,00       |
| * député sortant |                           |                  |              |              |

## Rappel des résultats départementaux des élections de 1827

### Élus en 1827
| Collège          | Élu   | Élu              | Élu                                   | Élu                  | Élu                  | Battu (seconde place) | Battu (seconde place) | Battu (seconde place)          | Battu (seconde place) | Battu (seconde place) |
| Collège          | Parti | Parti            | Nom                                   | % suffrages exprimés | % suffrages exprimés | Parti                 | Parti                 | Nom                            | % suffrages exprimés  | % suffrages exprimés  |
| Collège          | Parti | Parti            | Nom                                   | 1er tour             | 2e tour              | Parti                 | Parti                 | Nom                            | 1er tour              | 2e tour               |
| ---------------- | ----- | ---------------- | ------------------------------------- | -------------------- | -------------------- | --------------------- | --------------------- | ------------------------------ | --------------------- | --------------------- |
| Premier          |       | Constitutionnels | Charles Henri Le Carlier d'Ardon      | 59,25 %              | -                    |                       | Ultra-royalistes      | Augustin Marie d'Aboville*     | 40,75 %               | -                     |
| Second           |       | Constitutionnels | Guillaume-Xavier Labbey de Pompières* | 87,18 %              | -                    |                       | Ultra-royalistes      | M. Aubriet                     | 12,82 %               | -                     |
| Troisième        |       | Constitutionnels | Horace Sébastiani*                    | 69,90 %              | -                    |                       | Ultra-royalistes      | Auguste de Caffarelli          | 30,10 %               | -                     |
| Quatrième        |       | Constitutionnels | Alexandre Méchin*                     | 68,18 %              | -                    |                       | Constitutionnels      | M. Morel                       | 25,52 %               | -                     |
| Départemental    |       | Constitutionnels | Xavier de Sade                        | 48,59 %              | 56,33 %              |                       | Ultra-royalistes      | Henri Huchet de la Bédoyère    | 45,38 %               | -                     |
| Départemental    |       | Ultra-royalistes | Thomas de Maussion                    | 45,38 %              | 51,84 %              |                       | Constitutionnels      | Charles-François de Ladoucette | 42,97 %               | -                     |
| * député sortant |       |                  |                                       |                      |                      |                       |                       |                                |                       |                       |